# Nahwa
Nahwa (arabe : اﻟﻨﺤﻮة, al-naḥwah) est un village des Émirats arabes unis. Il est enclavé à l'intérieur de Madha, un territoire appartenant à Oman lui-même enclavé à l'intérieur du reste des Émirats.

## Description

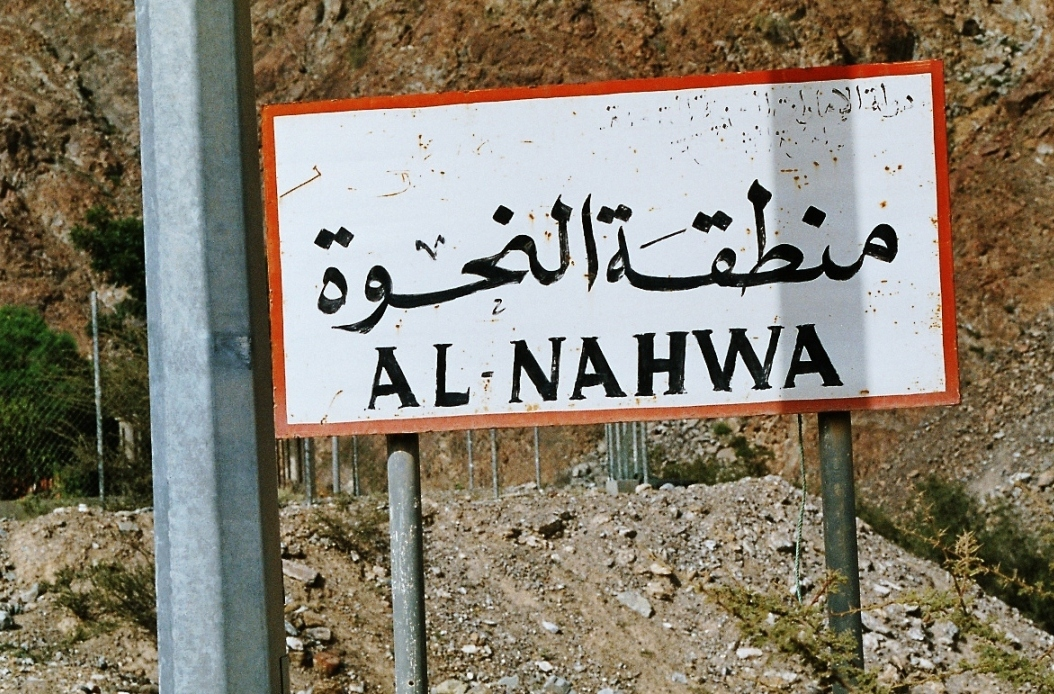
Panneau indicateur à l'entrée de Nahwa.

Nahwa fait partie de l'émirat de Charjah, mais est entièrement enclavé à l'intérieur de Madha qui est lui-même une enclave d'Oman à l'intérieur de ce même émirat de Charjah.
L'ensemble de ces territoires sont à peu près à mi-distance entre Oman et la péninsule de Musandam qui en dépend. L'enclave est située au sud-ouest de la ville émiratie de Khor Fakkan, dans une zone montagneuse à quelques kilomètres de la côte du golfe d'Oman.
À partir de Khor Fakkan, il est possible d'atteindre Nahwa en entrant tout d'abord dans Madha ; Nahwa est située à quelques kilomètres à l'ouest de la ville de New Madha.